# Henschel DH 500 Ca

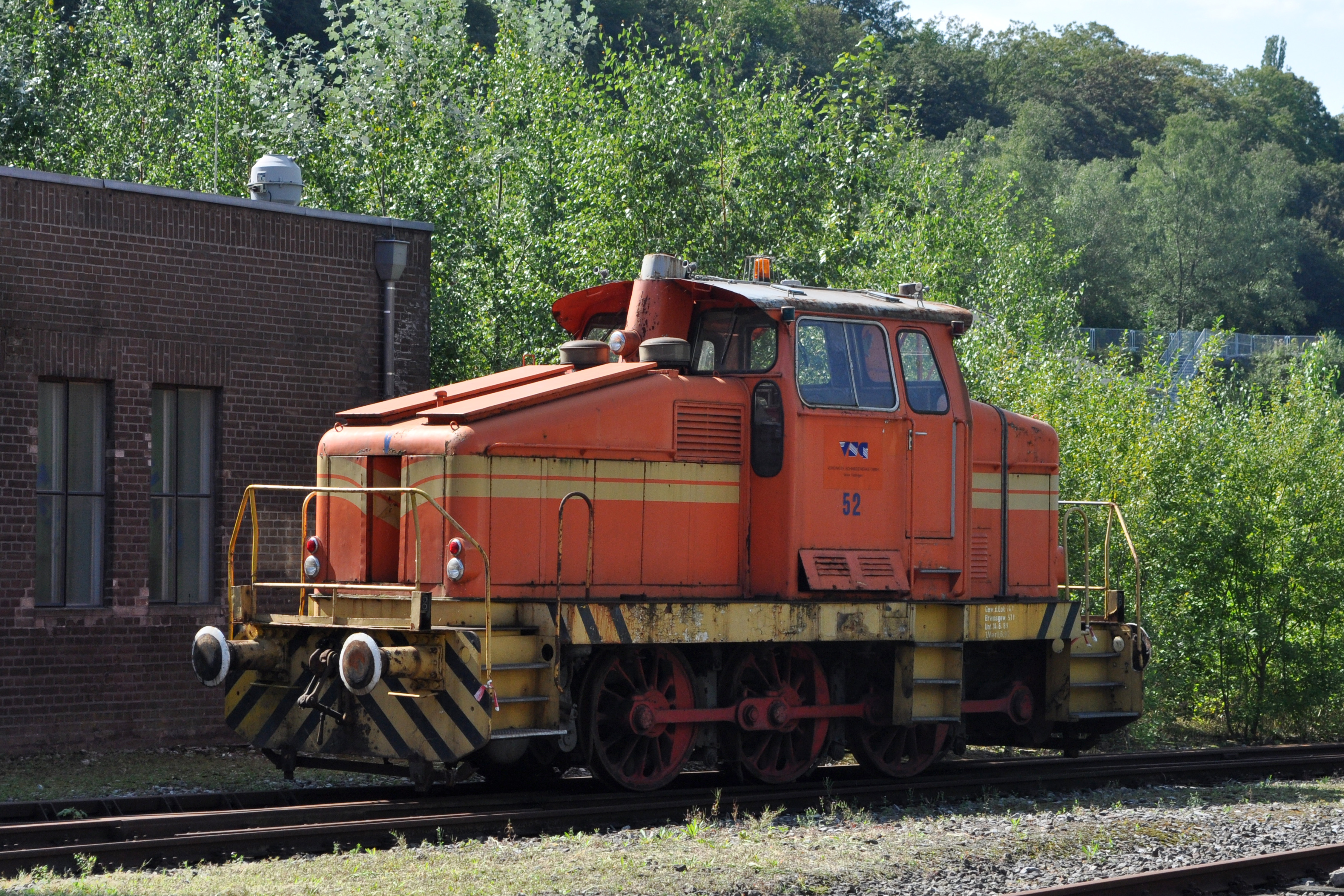

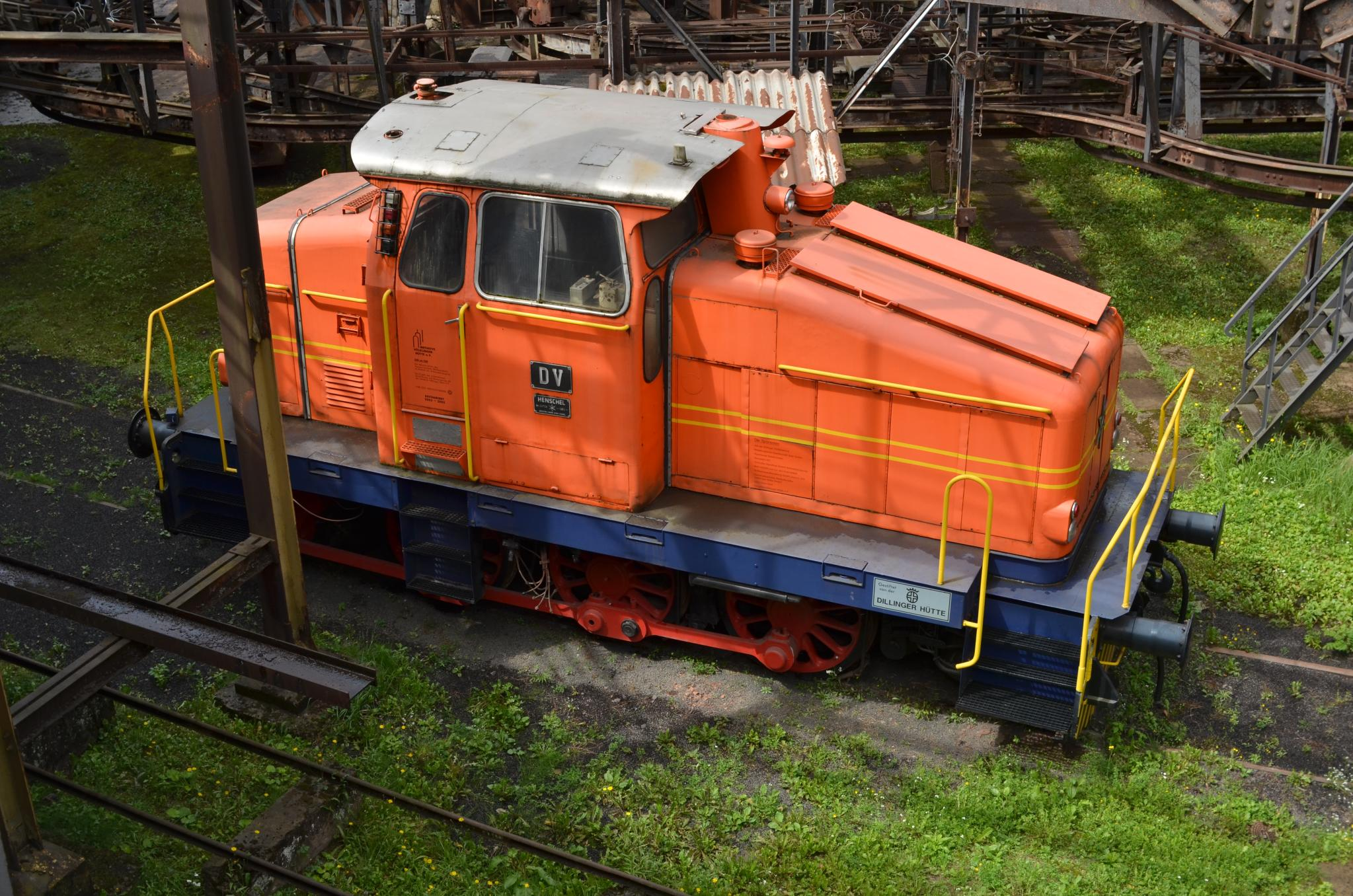

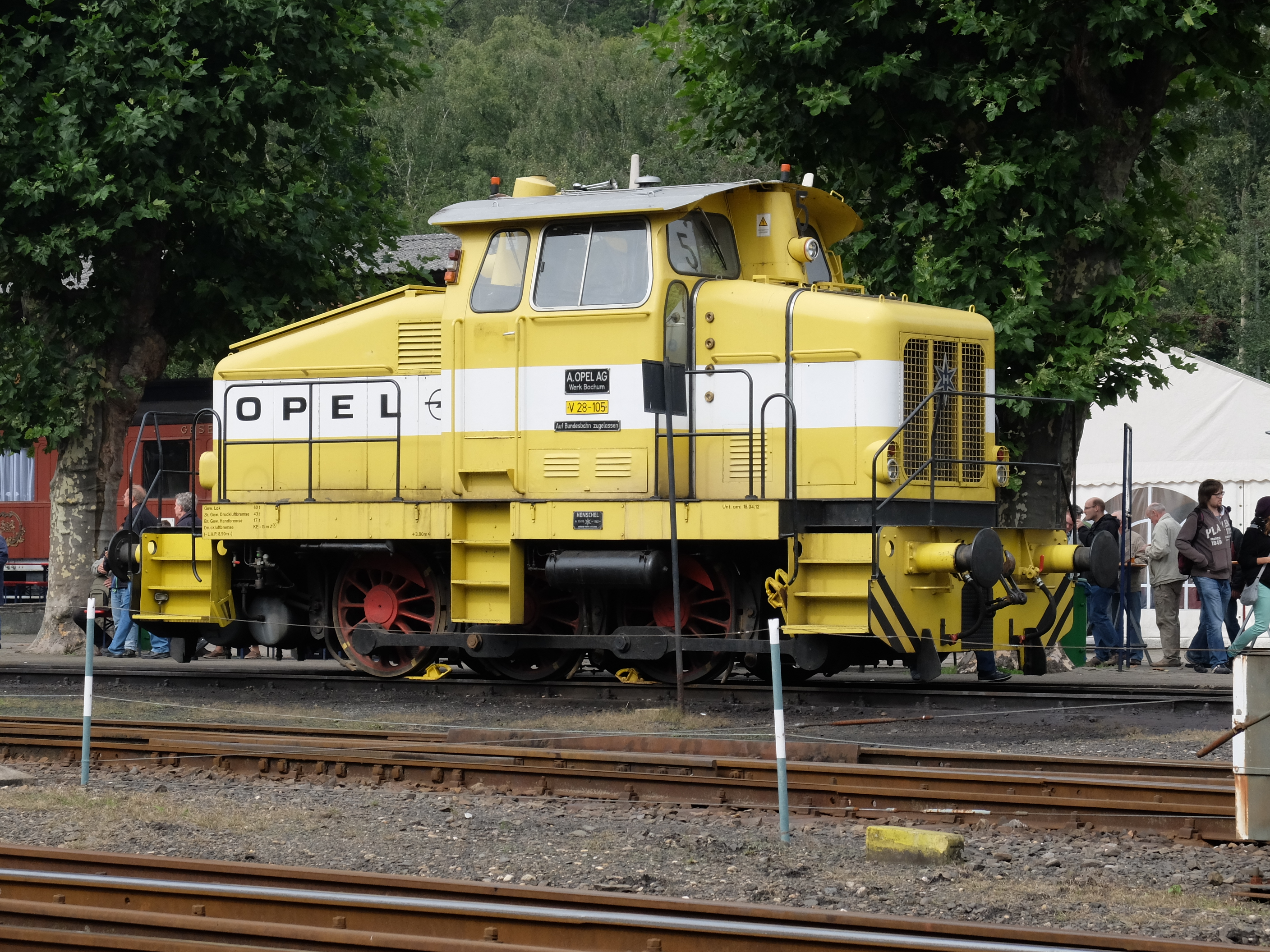

El locotractor Henschel DH 500 Ca es una locomotora diésel con transmisión hidráulica de tres ejes construida por Henschel & Sohn. Estaba destinado a su uso en el servicio de maniobras, como locomotora de maniobras.

## Descripción
La disposición de ruedas de la Henschel DH 500 Ca es C. La locomotora pertenece a la llamada tercera generación de locomotoras Henschel. Las locomotoras de esta serie eran accionadas mediante biela. Su versión menos potente y más compacta es la Henschel DH 360 Ca.

## Historia
Entre 1959 y 1971 se construyeron 89 ejemplares del Henschel DH 500 Ca. Una gran parte se destinó a empresas de la industria alemana del carbón y del acero. Se entregaron ocho locomotoras a España, siete a Suiza y cuatro a Noruega. La Sudan Railway Corporation encargó un total de 21 locomotoras y nueve fueron a la Ghana Railway Corporation.

## Museos ferroviarios
La locomotora 52 de Vereinigte Schmiedewerke GmbH, Hattingen trabaja en el lugar Henrichshütte y se conserva como museo. Originalmente se entregó a la Ruhrstahl AG como locomotora 34 (1962).
La antigua locomotora número 5 de la fábrica de Opel en Bochum también se conserva en el Eisenbahnmuseum Bochum (Eisenbahnmuseum Bochum-Dahlhausen). En Rjukanbanen, que forma parte de un antiguo enlace de transporte en el sur de Noruega, hay otras tres locomotoras (Rj.B. 19, 20 y 22), dos de las cuales están operativas y se utilizan en trenes museo. .

## Operadores militares
- España utilizada como locomotora de maniobras y guía, particularmente para la tracción en convoy de tanques de asalto sobre vagón plano. Para largas distancias, el ejército utiliza locomotoras de mercancías de la Renfe.[1]